# Futbol'nyj Klub Šachtar Donec'k (femminile)
Il Futbol'nyj Klub Šachtar Donec'k è una società calcistica femminile ucraina con sede nella città di Donec'k, sezione dell'omonimo club.
Fondata nel 2021, milita nella Vyšča Liha, la massima serie del calcio ucraino femminile.

## Organico

### Rosa 2022-2023
| N. |                    | Ruolo | Calciatrice                  |
| -- | ------------------ | ----- | ---------------------------- |
| 1  | Ucraina (bandiera) | P     | Inha Mostova                 |
| 4  | Ucraina (bandiera) | D     | Tetjana Vyšnevs'ka           |
| 6  | Ucraina (bandiera) | D     | Diana Kravčuk                |
| 7  | Ucraina (bandiera) | A     | Nadija Vaheryč               |
| 8  | Ucraina (bandiera) | D     | Ljubov Mochnač               |
| 9  | Ucraina (bandiera) | D     | Oleksandra Krevs'ka          |
| 10 | Ucraina (bandiera) | C     | Viktorija Holovač (capitano) |
| 12 | Ucraina (bandiera) | A     | Olena Manzjuk                |
| 13 | Ucraina (bandiera) | D     | Chrystyna Kozub              |

| N. |                    | Ruolo | Calciatrice          |
| -- | ------------------ | ----- | -------------------- |
| 14 | Ucraina (bandiera) | C     | Alina Staruchina     |
| 17 | Ucraina (bandiera) | D     | Oksana Henyk         |
| 18 | Ucraina (bandiera) | C     | Natalija Čendej      |
| 19 | Ucraina (bandiera) | C     | Jelyzaveta Molodjuk  |
| 20 | Ucraina (bandiera) | C     | Lidija Zaborovec'    |
| 23 | Ucraina (bandiera) | P     | Ljudmyla Ustinova    |
| 44 | Ucraina (bandiera) | D     | Anastasija Astachova |
| 88 | Ucraina (bandiera) | A     | Julija Semenjuk      |
| 99 | Ucraina (bandiera) | C     | Marija Vykaljuk      |